# 為奴 (紀錄劇集)
《為奴》（英語：Enslaved）是一部英國和加拿大紀錄劇集，2020年首播。劇集探討了美國奴隸制歷史的各個方面，包括演員山繆·傑克森透過DNA重新與自己的非洲傳統聯繫起來的努力測試、潛水項目以定位和打撈沉船，至少有200萬非洲人在到達北美之前就在沉船中喪生，並探索奴隸貿易對經濟、政治和文化的影響，直至今日。
劇集由辛卡·傑科波維奇創作和執導。2020年秋季在英國BBC Two、加拿大CBC電視台和美國Epix播出。2021年春季在愛爾蘭的RTE 2上播出。
《為奴》在2021年第9屆加拿大影視獎中獲得加拿大銀幕最佳歷史節目或影集獎。

## 外部連結
- 互联网电影数据库（IMDb）上《為奴》的资料（英文）